# WWF WrestleMania: The Arcade Game
WWF WrestleMania (también conocido en las consolas como WWF WrestleMania: The Arcade Game) es un videojuego de lucha libre profesional desarrollado por Midway Manufacturing Co. (ahora Midway Amusement Games, L.L.C.) en 1995. Está basado en la promoción de lucha libre World Wrestling Federation (WWF). Está disponible para las consolas de Arcade, Mega Drive, SNES, PlayStation, Saturn, DOS y Sega 32X

## Jugabilidad
A pesar de ser sobre la lucha libre profesional, WrestleMania es convertido a digital y con movimientos más rápidos como en un videojuego de lucha. Además, es inspirado en la serie de Mortal Kombat. El juego se considera uno de los mejores movimientos de esa época. Es muy similar a Mortal Kombat y el ganador será por medio de dos o tres rondas.
WWF WrestleMania cuenta con dos modos para un jugador: por el Campeonato Intercontinental de la WWF y por el Campeonato de la WWF. En modo por el Campeonato Intercontinental, el jugador debe ganar una lucha Single, dos Tag Team, y un Handicap: Uno contra Tres para ganar el título. El modo por el Campeonato de la WWF, el jugador debe ganar cuatro Handicap de: Dos contra Uno, dos Tres contra Uno, y finalmente llegar al "WrestleMania Challenge," debe derrotar a las superestrellas en un Gauntlet Match, iniciando con un Tres contra Uno, donde cada uno va siendo eliminado hasta llegar a ocho.
El juego tiene dos modos multijugador: Single Match entre dos jugadores, Tag Team Match donde dos jugadores son compañeros en el WrestleMania Challenge en cual derrotar a ocho superestrellas en total y ser los nuevos Campeones en Pareja de la WWF.
Los comentaristas del juego son Vince McMahon y Jerry Lawler.

## Puertos
El videojuego ha fue lanzado para las consolas de Arcade, Mega Drive, SNES, PlayStation, Saturn, DOS y Sega 32X.
La versión para Mega Drive conservan los sonidos que aparecen y permite cuatro jugadores en el mismo ring. Sin embargo, la velocidad de fotogramas se redujo a 30 FPS en el puerto de 32X en comparación a 60 FPS en todas las demás versiones.
Para el formato CD-ROM (PlayStation, SEGA Saturn y DOS), las versiones tienen un aspecto más similar a la de Arcade, pero los gráficos no están siendo tan fuertes y los sprites son ligeramente más pequeñas. Tampoco hay música en el juego en los puertos de PlayStation y Saturn. La PlayStation y puertos de Saturn también pueden congelar por un momento durante el juego para cargar la siguiente superestrella para en un Battle Royal después de un personaje ha sido eliminado.

## Roster
- Bret Hart
- Bam Bam Bigelow
- Doink the Clown
- Lex Luger
- Razor Ramon
- Shawn Michaels
- The Undertaker
- Yokozuna

## Campeonatos
- Campeonato de la WWF.
- Campeonato Intercontinental de la WWF.